# Pratfall-effect
In de sociale psychologie is het pratfall-effect de neiging van interpersoonlijke aantrekkingskracht om toe te nemen of te verminderen nadat een persoon een fout maakt, afhankelijk van het waargenomen vermogen van de persoon om in algemene zin goed te presteren. Een persoon die als zeer bekwaam wordt gezien, wordt na het plegen van een blunder als aantrekkelijker beschouwd, terwijl iemand die gemiddeld bekwaam wordt gezien als minder sympathiek wordt beschouwd.
Oorspronkelijk beschreven in 1966 door Elliot Aronson, zijn sindsdien talloze onderzoeken uitgevoerd om de effecten van geslacht, eigenwaarde en ernst van de blunder op de verandering in aantrekkelijkheid of sympathie te isoleren. Soms aangeduid als het smetseffect  wanneer het gebruikt wordt als een vorm van marketing, worden veralgemeningen van het pratfall-effect vaak gebruikt om contra-intuïtieve voordelen te beschrijven, die voortkomen uit het maken van fouten. 

## Onderzoek
Details van het pratfall-effect werden voor het eerst beschreven door Aronson in een experiment dat de effecten van een eenvoudige blunder op de waargenomen aantrekkelijkheid testte. De experimentele proefpersonen bestonden uit mannelijke studenten van de Universiteit van Minnesota die luisterden naar bandopnamen van een medewerker (acteur) die zich voordeed als deelnemer aan de show College Bowl. De tapes bevatten geënsceneerde interviews met uiterst moeilijke vragen aan de medewerker, die de rol speelt van een onrealistisch goed geïnformeerde persoon die een meerderheid van de vragen correct beantwoordt (92%), of een middelmatige persoon die slechts enkele vragen correct beantwoordt (30%). Na de ondervraging geeft de sterk presterende acteur toe aan een uitstekende middelbareschoolcarrière met academische en niet-academische successen, terwijl de meer onopvallende acteur een gewone middelbareschoolcarrière beschrijft, die gemiddelde cijfers verdient met een zwakke betrokkenheid bij extracurriculaire activiteiten.
Aan het einde van het interview registreerden sommige opnamebanden de acteur die een kopje koffie morste en zich hiervoor verontschuldigde, terwijl anderen dit gedeelte weglieten om als controle te dienen. Uit het onderzoek van Aronson bleek dat een goed geïnformeerde blunderaar als aantrekkelijker werd beoordeeld, terwijl de meer gemiddelde mensen daalden in hun waargenomen aantrekkelijkheid. Later onderzoek geïnspireerd door dit onderzoek van Aronson, definieerde experimenteel de aantrekkingskracht als een combinatie van sympathie en respect, en repliceerde vergelijkbare resultaten.

### Geslacht
Effecten van pratfall zijn het meest direct van toepassing op mannen. Vrouwen geven de voorkeur aan de niet-blunderaar ongeacht het geslacht, en hoewel bevindingen van pratfall niet gemakkelijk kunnen worden gegeneraliseerd voor vrouwelijke populaties, gaf geen van beide bevolking de voorkeur aan de middelmatige blunderaar.

### Ernst van pratfall
Uit onderzoek van Mettee en Wilkins blijkt dat de ernst van pratfall een belangrijke rol speelt bij het bepalen van de aantrekkelijkheid nadat een pratfall is gepleegd. Experimenteel werd elke voorwaarde overgebracht door de reactie van de interviewer en blunderaar te veranderen: 
- Controle staat: Geen blunder.
- Minimale pratfall-conditie: het geluid van een beker morst en de verbonden reageert met angst.
- Belangrijkste voorwaarde: kopje is gemorst en interviewer reageert vijandig tegenover de confederatie, die zich verontschuldigt.

Een bekwame persoon die een kleine pratfall begaat (2) zal een onbeduidende afname van de gemiddelde voorkeur en een kleine afname in gemiddeld respect hebben, terwijl de bekwame persoon die een grote pratfall begaat (3) een significante toename van de sympathie en onbeduidende afname in respect ontvangt. Een minder capabele persoon die elke pratfall begaat (2, 3) zal een afname van de voorkeur hebben, die toeneemt met de ernst van de blunder. Respect neemt alleen af bij de minder competente persoon nadat een kleine fout is begaan.

### Eigenwaarde
Onderzoek naar zelfbeeld suggereert dat eigenwaarde beïnvloedt of positieve aspecten van het pratfall-effect en zelfvergelijkingen zullen optreden. Een persoon met een hoog zelfbeeld zal de niet-pratfalling, zeer bekwame persoon verkiezen boven de pratfalling persoon van gelijke bekwaamheid. Dit wordt goed verklaard door de sociale vergelijkingstheorie en de neiging van individuen om zichzelf te vergelijken met anderen die meer op zichzelf lijken. Wanneer een persoon met vergelijkbare competentie als een beoordelaar een pratfall begaat, kan de vergelijking tussen de waarnemer en blunderaar mentaal ongemak veroorzaken, wat vervolgens kan leiden tot lagere waarderingscijfers. Aangezien waarnemers nauwkeurige zelfevaluaties proberen op te bouwen, kan de gemeenschappelijke identiteit tussen de blunderaar en de waarnemer het zelfconcept van de waarnemer bedreigen, vooral bij zelfevaluaties van vaardigheden. Een beoordelaar met een hoog zelfbeeld zou zich daarom bedreigd voelen door een blunderende competente persoon, en geeft daarom de voorkeur aan de niet-blunderende bekwame persoon, aangezien die persoon geen bedreiging vormt voor de eigenwaarde van de waarnemer. Om dezelfde reden zou een gemiddelde blunderaar meer een bedreiging vormen voor een gemiddeld individu, wat zou leiden tot vergelijkbare verliezen in populariteit. Personen met een laag zelfbeeld geven de voorkeur aan het zeer bekwame individu. Hoewel er geen onderzoek is gedaan naar dit onderwerp, suggereert een dergelijke verklaring dat een persoon met een laag zelfbeeld zou verwachten "overtroffen" te worden, en wenst de relateerbaarheid tussen zichzelf en de waargenomen competente individuen te vinden.

### Houding
Kiesler en Goldberg stelden voor dat een gelijkaardige houding tussen waarnemers en blunderaars de mate kan bepalen waarin veranderingen in aantrekkelijkheid optreden. Grotere overeenkomsten in attitudes resulteerden in meer afwijkingen, zelfs tot het punt waarop de blunderaar onderhevig is aan afwijkingen, ongeacht het waargenomen vermogen. Dit werd experimenteel bepaald door de waarnemers rechtstreeks te vertellen dat ze zeer vergelijkbaar waren met de acteur, vooral in proza en in de vorm van antwoorden op vragen. Dit onderzoek impliceert dat overeenkomsten in houding belangrijker kunnen zijn bij het bepalen van aantrekkelijkheid, vooral met kennis van congruenties in houding.

## Uitleg
Aronson verklaarde de resultaten van dit experiment en het pratfall-effect als gevolg van verhoogde sympathie met succesvol individu nadat ze een fout hebben gemaakt. Later werk heeft gesuggereerd dat het pratfall-effect wordt verklaard door zelfvergelijking tussen blunderaars en waarnemers, naast de wens van de waarnemer voor nauwkeurige zelfevaluaties. De afwijking ten opzichte van een gemiddelde confederaat verschijnt nadat de confederaat de pratfall heeft begaan, omdat humor de individuen in staat stelt om de aantrekkelijkheid comfortabeler te congrueren met onmiddellijk gevoelde (negatieve) emoties. Deze emoties variëren op basis van het vermogen van de waarnemer, waarbij de gemiddelde deelnemer het meeste ongemak voelt vanwege de gelijkenis van de deelnemer met de middelmatige uitvoerder en de fout van de uitvoerder. Als gevolg van bedreigd zelfrespect (in de waarnemer) wordt de aantrekkelijkheid van de waargenomen gemiddelde persoon lager beoordeeld. De waargenomen bekwame persoon wordt hoger gewaardeerd na de pratfall, omdat de bekwame persoon meer relatable en daarom benaderbaar en sympathiek lijkt.
Een alternatieve verklaring is dat het pratfall-effect te wijten is aan meer aandacht voor de beoogde individuen, wat op zijn beurt resulteert in een betere realisatie van hun geschiktheid en / of ongepastheid gezien de evaluatiecriteria.

## Voorbeelden
Het pratfall-effect wordt toegeschreven aan Kennedy in de nasleep van de Bay of the Pigs Invasion en aan de mislukte inspanningen van Apple op het gebied van kaart- / navigatiediensten.

## Toepassingen

### Marketing
Onderzoek naar de mogelijke positieve effecten van "onvolkomenheden" in productmarketing suggereert dat in bepaalde situaties de wenselijkheid en uiteindelijke aankoopbeslissingen beide zijn toegenomen na het presenteren van een onvolkomenheid, maar alleen onder verwerkingsomstandigheden met weinig moeite, of wanneer de bestede cognitieve middelen laag zijn door preoccupatie of afleiding. Onder hoge verwerkingscondities verminderde een gebrek aan wenselijkheid en de hoeveelheden aankopen. Primaire effecten suggereren dat onder lage verwerkingsomstandigheden, positieve effecten een referentiepunt vormen waarop een product wordt geëvalueerd, en tegenstrijdige gepresenteerde negatieve informatie de initiële positieve indruk van het product versterkt. 
Dit werd aangetoond door onderzoek door studenten vóór een examen te benaderen - wanneer studenten waarschijnlijk hun aandacht ergens anders op hadden gericht - versus benaderende studenten ontspannen rondlopen en aanbieden om hen een chocoladereep te verkopen. De chocoladereep werd positief geadverteerd: gekoeld, begunstigd door consumenten op een smaaktest en aangeboden met korting. In de experimentele toestand werd de chocoladereep beschreven als onder korting, omdat deze was gebroken. De chocoladereep was verpakt in een doorzichtige verpakking, zodat het gebroken stuk chocolade duidelijk zichtbaar was voor de studenten. Ontspannen studenten in de experimentele groep hadden twee keer zoveel kans om de chocoladereep te kopen nadat ze negatieve informatie hadden gekregen, terwijl studenten in de groep net voor het examen half zo waarschijnlijk waren om de chocoladereep te kopen.